# Per Arne Glorvigen
Per Arne Glorvigen (Drammen; 2 de junio de 1963) es un músico y compositor noruego, especialmente conocido como bandoneonista e intérprete de tango. Se le menciona como uno de los mejores intérpretes de bandoneón contemporáneos del mundo y "mago de los botones" (The Times).

## Biografía

### Carrera musical
Estudió con Juan José Mosalini en Francia. En Francia interpretó con France Gall y Amelita Baltar. Desde 1994 colaboró con Gidon Kremer y formaron el Astor-Quartet con Vadim Sakharov (piano) y Alois Pusch (contrabajo). Con Kremer grabó 4 discos compactos; el primero llamado Hommage à Piazzolla. Glorvigen ha interpretado con la BBC Symphony Orchestra, Staatskapelle Dresden y el Alban Berg Quartett. Ha adaptado música para órgano de JS Bach al bandoneón.
Glorvigen fue nombrado artista residente en el Festival Internacional de Bergen de 2006. El Concierto para bandoneón de Henrik Hellstenius fue interpretado por primera vez por Glorvigen con la Orquesta Filarmónica de Oslo en 2008. Willem Jeths también dedicó un concierto para bandoneón a Glorvigen.

## Discografía
- 1997: Hommage à Piazzolla, con Kremer, Choc en Le Monde de la musique, nominado para el "Grammy" (WPCS 5070 Nonesuch/Warner EE. UU.)[16]
- 1997: El Tango, con Kremer, premio Victoires de la musique (WPCS 5080 Nonesuch/Warner EE. UU. 1997)
- 1998: María de Buenos Aires, con Kremer, nominado para “Grammy”. EE. UU. (3984-22063-3 Teldec/Warner Alemania 1998)
- 1999: Tango Ballet, con Gidon Kremer (3984-226612 Teldec/Warner Alemania 1999)
- 2001: From Yesterday to Penny Lane, Göran Söllscher plays the Beatles (Deutsche Grammophon 459692-2)
- 2002: Buenos Aires con Carrefour Slagverkensemble (NorthwestClassics Nwc 205275)
- 2003: Tango Sensations con Alban Berg Quartett (EMI Classics 724355777829)
- 2004: Argentinske Tangoar og Lyriske Stykkjer av Grieg, (Solo Bandoneon) (BAN 101-2 2004)
- 2005: Sarabando, con Tormod Dalen (NorthwestClassics Nwc 306168)
- 2005: Jazz up the Beatles, varios artistas (Verve)
- 2005: Great recordings of the century, con Alban Berg Quartett (EMI classics)
- 2007: Virgin and Whore, con Sveinung Lillebjerka (Simax)
- 2019: Buenos Aires - Paris - Chicago, con Andreas Brantelid, Norwegian Chamber Orchestra (Aurora)[17]

## Obra
- 2007: Duda y Fuerza, para cuarteto de cuerda y bandoneón, para el KKKK-Festival, Kristiansund.
- 2007: Zalgo, para guitarra y bandoneón, primer rendimiento en KKKK-festival, Kristiansund.
- 2012: Violent Tenderness, para cuarteto de cuerda y bandoneón, para el Cuarteto Apollon Musagète.
- 2015: Tango Funebre (basado en Chopin) para el Cuarteto Apollon Musagète/Chopin festival, Varsovia.
- 2015: Stabat Mater para soprano, percusión, bandoneón, coro y cuerdas. KKKK-Festival, Kristiansund.